# Trongårdens IF
Trongårdens Idræts Forening, Trongårdens IF eller TIF er en dansk atletikklub stiftet i 1964. Klubben er hjemmehørende på Lyngby Stadion, der er beliggende i Lyngby-Taarbæk Kommune.
Siden 1970'erne har Trongårdens IF tilhørt den absolutte elite i dansk atletik. Klubbens kvindehold dominerede dansk atletik i en lang årrække og vandt det danske holdmesterskab ti gange i perioden 1974 til 1986. Klubbens aktive har vundet mere end 550 danske mesterskaber (individuelt og stafet/hold), hvoraf cirka halvdelen er vundet af ungdommerne.

## Arrangementer
Trongårdens IF arrangerer hvert år en række motionsløb blandt andet; Grøn 10'er og Lyngby Sø Rundt og i Sorgenfri Slotshave. Desuden er Trongårdens IF arrangør af atletikstævner på Lyngby Stadion blandt andet; Lyngby Ungdoms Games og Lyngby Games, der hvert år samler den danske elite og en række udenlandske atleter.